# Divize B 1995/1996
V soubojích 31. ročníku České divize B 1995/96 se utkalo 16 týmů dvoukolovým systémem podzim–jaro. Tento ročník začal v srpnu 1995 a skončil v červnu 1996. 

## Kluby podle přeborů
- Severočeský (6): FK Český lev Neštěmice, SK Sokol Brozany, FK VTJ Teplice "B", FK Tatran Kadaň, FK Litvínov, FK Slavoj Žatec,
- Středočeský (1): TJ KŽ Králův Dvůr
- Pražský (3): SK Sparta Krč, FK Slavoj Vyšehrad, SK Smíchov
- Západočeský (6): 1. FC Plzeň, TJ Přeštice, SK Plzeň 1894, Dynamo ZČE Plzeň, TJ Baník Stříbro, SK Rapid Plzeň.

## Výsledná tabulka
| Poř. | Tým                    | Z  | V  | R | P  | VG | OG | B  |
| ---- | ---------------------- | -- | -- | - | -- | -- | -- | -- |
| 1.   | SK Sparta Krč          | 30 | 20 | 9 | 1  | 55 | 17 | 69 |
| 2.   | 1. FC Plzeň            | 30 | 18 | 8 | 4  | 74 | 29 | 62 |
| 3.   | FK Slavoj Vyšehrad     | 30 | 17 | 6 | 7  | 55 | 36 | 57 |
| 4.   | FK Český lev Neštěmice | 30 | 15 | 5 | 10 | 52 | 38 | 50 |
| 5.   | SK Sokol Brozany       | 30 | 12 | 7 | 11 | 55 | 40 | 43 |
| 6.   | TJ Přeštice            | 30 | 12 | 7 | 11 | 36 | 33 | 43 |
| 7.   | TJ KŽ Králův Dvůr      | 30 | 13 | 4 | 13 | 41 | 51 | 43 |
| 8.   | FK VTJ Teplice "B"     | 30 | 11 | 9 | 10 | 43 | 36 | 42 |
| 9.   | SK Plzeň 1894          | 30 | 10 | 8 | 12 | 36 | 40 | 38 |
| 10.  | FK Tatran Kadaň        | 30 | 11 | 5 | 14 | 60 | 68 | 38 |
| 11.  | FK Litvínov            | 30 | 11 | 5 | 14 | 35 | 47 | 38 |
| 12.  | SK Smíchov             | 30 | 10 | 7 | 13 | 38 | 43 | 37 |
| 13.  | Dynamo ZČE Plzeň       | 30 | 9  | 9 | 12 | 39 | 50 | 36 |
| 14.  | FK Slavoj Žatec        | 30 | 10 | 6 | 14 | 39 | 50 | 36 |
| 15.  | TJ Baník Stříbro       | 30 | 6  | 3 | 21 | 26 | 65 | 21 |
| 16.  | SK Rapid Plzeň         | 30 | 3  | 6 | 21 | 26 | 67 | 15 |

Poznámky:
- Z = Odehrané zápasy; V = Vítězství; R = Remízy; P = Prohry; VG = Vstřelené góly; OG = Obdržené góly; B = Body
- O pořadí klubů se stejným počtem bodů rozhodly vzájemné zápasy.

|  | Postup do ČFL 1996/97                           |
|  | Sestup do příslušného krajského přeboru 1996/97 |